# Santa Rosa de Cuzubamba
Santa Rosa de Cuzubamba ist eine Ortschaft und eine Parroquia rural („ländliches Kirchspiel“) im Kanton Cayambe der ecuadorianischen Provinz Pichincha. Die Parroquia Santa Rosa de Cuzubamba besitzt eine Fläche von 29,07 km². Die Einwohnerzahl lag im Jahr 2010 bei 4147.

## Lage
Die Parroquia Santa Rosa de Cuzubamba liegt in den Anden im Norden der Provinz Pichincha. Entlang der nördlichen Verwaltungsgrenze fließt der Río Pisque, ein rechter Nebenfluss des Río Guayllabamba, nach Westen. Der etwa 2680 m hoch gelegene Hauptort befindet sich 17,5 km südwestlich vom Kantonshauptort Cayambe. Die Fernstraße E35 (Latacunga–Ibarra) führt durch das Verwaltungsgebiet. Bei "La Y Santa Rosa de Cuzubamba" zweigt die E283 nach Westen ab. Diese führt nach Guayllabamba, wo sie auf die E28B trifft, die weiter über Calderón in den Norden der Hauptstadt Quito führt.
Die Parroquia Santa Rosa de Cuzubamba grenzt im Osten an die Parroquias Otón und Cangahua, im Süden an die Parroquia Ascázubi, im Südwesten an die Parroquia Guayllabamba (Kanton Quito) sowie im Norden an die Parroquia Tocachi (Kanton Pedro Moncayo).

## Geschichte
Die Parroquia Santa Rosa de Cuzubamba wurde am 6. Dezember 1944 gegründet.